# Nous, les amoureux
Nous, les amoureux – utwór francuskiego wokalisty Jeana-Claude’a Pascala, napisany przez Jacques’a Datina i Maurice Vidalin, nagrany oraz wydany w 1961 roku i umieszczony na mini-albumie o tym samym tytule. 
Singiel reprezentował Luksemburg podczas finału 6. Konkursu Piosenki Eurowizji w tym samym roku. Podczas finału konkursu, który odbył się 18 marca 1961 roku w Palais des Festivals w Cannes, utwór został zaprezentowany jako czternasty w kolejności i ostatecznie wygrał, zdobywając 33 punkty. Dyrygentem orkiestry podczas występu wokalistki był Léo Chauliac. 
Oprócz francuskojęzycznej wersji utworu, Pascal nagrał także piosenkę w języku niemieckim i włoskim.